# 楊道南
楊道南（？年—？年），福建閩縣人，清朝政治人物。

## 生平
由乾隆四十八年癸卯科舉人，嘉慶二年署順慶府通判。